# Bettadapura, Piriyapatna
Bettadapura là một làng thuộc tehsil Piriyapatna, huyện Mysore, bang Karnataka, Ấn Độ.